# ایوان آداموویچ
ایوان استپانوویچ آداموویچ ( روسی: Иван Степанович Адамович  ; ۱۷۵۲– ۱۸۱۳) یک ژنرال روسی بسیار برجسته بود که در نبرد بورودینو جنگید و فرماندهی سپاه اول ارتش ذخیره را بر عهده داشت.  
ایوان آداموویچ با ترک‌های عثمانی و فرانسه ناپلئونی به‌عنوان یک جنگجوی کارکشته و بسیار باتجربه جنگید که مدت‌ها پیش زیر آتش به دست آورده بود. در سال ۱۷۹۴، آداموویچ با درجه سرلشکری در سن ۴۱ سالگی بازنشسته شد. این الکساندر اول ، جانشین پل اول بود، که او را به خدمت فعال در یدلایمخیرات ۱۸۱۲ سپتامبر ۱۷ با افتخارات بزرگ به یاد آورد. وقایع سال ۱۸۱۲ او را مجبور کرد تا از دوران بازنشستگی خارج شود و با رهبری سپاه ۱ ارتش ذخیره در طول نبرد بورودینو، خود را درگیر نبرد علیه فرانسوی های مهاجم کند. آخرین آثار مکتوب در مورد او مربوط به سال ۱۸۱۳ است که گفته می‌شود او با چکمه‌هایش در حین خدمت به امپراتوری روسیه درگذشت.

## زندگینامه
آداموویچ از یک خانواده اصیل قدیمی مستقر در منطقه مرز نظامی صربستان بنات (اکنون بخشی از صربستان و رومانی ) بود، جایی که پدرش استپان آداموویچ، افسر ارتش اتریش در سال ۱۷۵۲ به همراه خانواده خود به روسیه امپراتوری مهاجرت کرد. پس از فارغ التحصیلی از سپاه کادت در سن پترزبورگ ، به عنوان یک سرباز جوان و حرفه ای به ارتش امپراتوری روسیه پیوست.
او پیش از ارتقای درجه ژنرال و سرآشپز هنگ پاولوفسکی گرنادیر در ۱۴ فوریه ۱۷۸۹، سرهنگ دوم هنگ پرئوبراژنسکی بود . او در ۱۰ نوامبر ۱۷۹۶ نشان سنت آنا روسیه را دریافت کرد. دو سال بعد، در ۲۶ اوت ۱۷۹۸، او اولین بازنشستگی خود را گرفت، اما چند سال بعد مصمم شد که یک بار دیگر در ارتش باشد. در 8 ژانویه ۱۸۰۷، در طول جنگ ائتلاف چهارم ، به او یک سلاح طلایی "برای شجاعت" اهدا شد. در ۱۳ مه ۱۸۰۹ حق امتیازی برای درجه ژنرال به سرلشکر ایوان آداموویچ با امضای الکساندر اول و کنت آلکسی آراکچایف برای نقش برجسته آداموویچ در جنگ ائتلاف پنجم صادر شد. سه سال بعد، برای دومین بار بازنشسته شد، اما در ۵ سپتامبر ۱۸۱۲، بار دیگر به ارتش بازگشت و به همرزمش در نبرد بورودینو پیوست.
در پاییز ۱۸۱۲ فیلد مارشال میخائیل کوتوزوف تصمیم گرفت تا یک ذخیره مناسب از نارودنوئه اوپلچنی یا شبه نظامیان خلق ایجاد کند. در ماه اکتبر او ایوان آداموویچ را به آرزراماس فرستاد تا تشکیلات ذخیره را به عنوان بخشی از این برنامه سازماندهی کند. با انجام این کار، در سال ۱۸۱۳ آداموویچ به عنوان فرمانده یکی از چهار تیپ متشکل از ۲۰۰۰۰ نفر ارتش ذخیره که از نیروی اصلی روسیه هنگام عبور از رودخانه نیمن حمایت می کرد، منصوب شد.
سرانجام در ۱۶ دسامبر ۱۸۱۳ برای همیشه بازنشسته شد. 

## جوایز و تزیینات
- نشان سنت آنا درجه ۲ (۱۰ نوامبر ۱۷۹۶)
- سلاح طلایی "برای شجاعت" (۸ ژانویه ۱۸۰۷)[۱]

## همچنین ببینید
- پیتر ایوانوویچ ایولیچ
- ایوان شویچ
- آندری میلورادوویچ
- اورام راتکوف
- نیکولای بوگدانوف
- نیکولای دپررادوویچ
- میخائیل میلورادوویچ
- جورجی امانوئل
- ایلیا دوکا
- جوان آلبانز
- یووان شویچ
- جوان هوروات
- سمیون زوریچ
- آنتو گوزدنوویچ
- مارکو ایوانوویچ ووینوویچ
- ماتیا زمایویچ